# کاجول
کاجول دیوگن (تلفظ؛ کاجُل) (زاده ۵ اوت ۱۹۷۴) با نام اصلی کاجول موکرجی (Kajol Mukherjee) یا پس از ازدواج کاجول دیوگان (Kajol Devgan)، بازیگر زن هندی است که در ۴۵  فیلم‌ به زبان هندی و تامیلیا ایفای نقش کرده است. او توانسته از یازده نامزدی خود در فستیوال جوایز فیلم فیر برنده شش جایزه از این فستیوال شود و بیشترین جایزهٔ نقش اول فیر را در کارنامهٔ خود به ثبت برساند. از فیلم‌های مطرح او می‌توان به بازیگر، داماد عاشق عروس را می‌برد، من خان هستم، داره یه اتفاقایی میفته، گاهی خوشی گاهی غم و دلداده اشاره کرد.

## زندگی حرفه‌ای

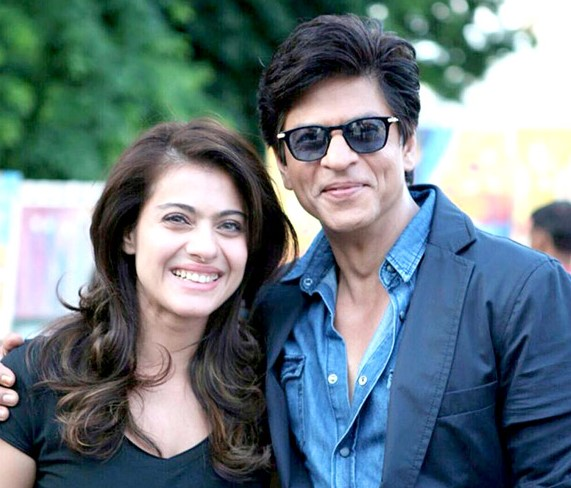
شاهرخ خان و کاجول

کاجول تا دبیرستان بیشتر درس نخواند و اما حضور او در یک خانواده هنرمند و استعداد او در بازیگری وی را به پرافتخارترین بازیگر زن فیلم فیر تبدیل کرده است. کاجول متولد شهر بمبئی است مادر وی تانوجا و پدرش شوما کارگردان و تهیه‌کننده است خاله‌اش نوتان از بازیگران قدیمی هند است . همچنین خواهر او تانیشا و مادربزرگش در سینما فعالیت داشته‌اند.
رانی موکرجی بازیگر مشهور بالیوود نیز دختر عموی کاجول است.
در ۱۶ سالگی در کلاس‌های رقص شرکت کرد و شروع به یادگیری تیراندازی نمود.  در سن ۱۸ سالگی و سال ۱۹۹۲ اولین فیلم خود را به نام بی‌خودی کنار مادرش بازی کرد.

## فیلم‌شناسی
| سال  | عنوان                    | نقش               | بازیگر نقش مقابل          | نکات                                               |
| ---- | ------------------------ | ----------------- | ------------------------- | -------------------------------------------------- |
| ۱۹۹۲ | بی‌خودی                   | رادهیکا           | گوندی پاشا                |                                                    |
| ۱۹۹۳ | بازیگر                   | پریاچوپرا         | شاهرخ خان                 |                                                    |
| ۱۹۹۴ | بدهکار به زندگی          | سیتا              | کوسپاروف                  |                                                    |
| ۱۹۹۴ | این نور جادویی قلب       | سپنا              | آکشی کومار سیف علی خان    | نامزد جایزه فیلم فیر برای بهترین بازیگر زن         |
| ۱۹۹۵ | کاران آرجون              | سونیا ساکسنا      | شاهرخ خانسلمان خان        |                                                    |
| ۱۹۹۵ | طاقت                     | کویتا             |                           |                                                    |
| ۱۹۹۵ | جنجال                    | شارمیلی           | اجی دیوگن                 |                                                    |
| ۱۹۹۵ | گونداراج                 | ریتو              | اجی دیوگن                 |                                                    |
| ۱۹۹۵ | داماد عاشق عروس را می‌برد | سیمران سینگ       | شاهرخ خان                 | برنده جایزه فیلم فیر برای بهترین بازیگر زن         |
| ۱۹۹۶ | عشق به بمبئی             | نیها              | سیف علی خان               |                                                    |
| ۱۹۹۷ | راز: حقیقت پنهان         | ایشادیوان         | بابی دئول                 | برنده جایزه فیلم فیر برای بهترین بازیگر درنقش منفی |
| ۱۹۹۷ | همیشه                    | رانی شرما/ریشما   | سیف علی خانآدیتای پانچولی |                                                    |
| ۱۹۹۷ | رویاهای لرزان            | پریاعملراج        |                           | زبان تامیل                                         |
| ۱۹۹۷ | عشق                      | کاجل              | اجی دیوگنعامر خان         |                                                    |
| ۱۹۹۸ | عاشق شدی نترس            | موسکان تاکور      | سلمان خان                 |                                                    |
| ۱۹۹۸ | همشکل                    |                   |                           | چهره ویژه                                          |
| ۱۹۹۸ | دشمن                     | سونیا/ننا         | سانجی دات                 | نامزد جایزه فیلم فیر برای بهترین بازیگر زن         |
| ۱۹۹۸ | عشق من جای دیگریست       | سانجانا           | اجی دیوگن                 | نامزد جایزه فیلم فیر برای بهترین بازیگر زن         |
| ۱۹۹۸ | داره یه اتفاقایی میفته   | آنجلی شرما        | شاهرخ خان                 | برنده جایزه فیلم فیر برای بهترین بازیگرزن          |
| ۱۹۹۹ | به دل بگو چه کار کنه     | ناندیتارای        | اجی دیوگن                 |                                                    |
| ۱۹۹۹ | درقلب شما هستیم          | مگها              | آنیل کاپور                | نامزد جایزه فیلم فیر برای بهترین بازیگرزن          |
| ۱۹۹۹ | عاشق شدی                 | پینکی             | جکی شروف                  |                                                    |
| ۲۰۰۰ | راجو چاچا                | آنا               | اجی دیوگن                 |                                                    |
| ۲۰۰۱ | کمی ترش، کمی شیرین       | تینا/سوئیتی کانا  | سونیل شتی                 |                                                    |
| ۲۰۰۱ | گاهی خوشی گاهی غم        | آنجلی شرما ریچاند | شاهرخ خان                 | برنده جایزه فیلم فیر برای بهترین بازیگر زن         |
| ۲۰۰۳ | شاید فردایی نباشد        |                   |                           | چهره ویژه                                          |
| ۲۰۰۶ | فنا                      | زونی علی بگ       | عامر خان                  | برنده جایزه فیلم فیر برای بهترین بازیگر زن         |
| ۲۰۰۶ | هرگز نگو خداحافظ         |                   |                           | حضور افتخاری                                       |
| ۲۰۰۷ | ام شنتی ام               | خودش              |                           | چهره ویژه                                          |
| ۲۰۰۸ | تو، من و ما              | پیا               | اجی دیوگن                 | نامزد جایزه فیلم فیر برای بهترین بازیگر زن         |
| ۲۰۰۸ | حال دل                   |                   |                           | چهره ویژه                                          |
| ۲۰۰۸ | خداوند زوج‌ها را می‌سازد   |                   |                           | چهره ویژه                                          |
| ۲۰۱۰ | من خان هستم              | ماندیراخان        | شاهرخ خان                 | برنده جایزه فیلم فیر برای بهترین بازیگر زن         |
| ۲۰۱۰ | ما خانواده هستیم         | مایا              |                           |                                                    |
| ۲۰۱۰ | قهرمان تنپور             | پریا              |                           |                                                    |
| ۲۰۱۲ | ماکی                     | صدای مادر         |                           | چهره ویژه                                          |
| ۲۰۱۲ | دانش آموز سال            |                   |                           | چهره ویژه                                          |
| ۲۰۱۵ | دلداده                   | میرا              | شاهرخ خان                 | نامزد جایزه فیلم فیر برای بهترین بازیگر زن         |
| ۲۰۱۷ | فارغ‌التحصیل بیکار ۲      | واسوندارا         |                           | تامیلی                                             |
| ۲۰۱۸ | هلیکوپتر ایلا            | ایلا              |                           |                                                    |
| ۲۰۱۸ | زیرو                     | خودش              |                           | حضور افتخاری                                       |
| ۲۰۲۰ | تانهاجی                  | ساویتری بای       |                           | همسر تنهاجی                                        |
| ۲۰۲۰ | الهه                     | جیوتی             |                           | فیلم کوتاه                                         |
| ۲۰۲۱ | تریبونگا                 | آنورادها آپته     |                           |                                                    |
| ۲۰۲۲ | سلام ونکی                | سوجاتا            |                           |                                                    |
| ۲۰۲۳ | داستان‌های شهوت ۲         | دویانی            |                           |                                                    |